# San Mango Piemonte
San Mango Piemonte község (comune) Olaszország Campania régiójában, Salerno megyében.

## Fekvése
A megye északnyugati részén fekszik. Határai: Castiglione del Genovesi, Salerno és San Cipriano Picentino.

## Története
Első említése a 12. századból származik. A következő századokban nemesi birtok volt. A 19. században nyerte el önállóságát, amikor a Nápolyi Királyságban felszámolták a feudalizmust. Korabeli épületei elpusztultak az 1980-as hirpiniai földrengésben.

## Népessége
A népesség számának alakulása:

## Főbb látnivalói
- San Magno-barlangtemplom